# Percy Brice
Percy Brice, bijnaam Big P (New York, 25 maart 1923) is een Amerikaanse jazzdrummer en percussionist.
Brice studeerde piano en viool. Hij begon zijn loopbaan in de band van Luis Russell, in 1944. Daarna werkte hij bij Benny Carter (1945/1946) en Mercer Ellington (1947). Tevens was hij actief in rhythm and bluesbands, bij Eddie 'Cleanhead' Vinson, Tab Smith, alsook bij Cootie Williams, Oscar Pettiford, Lucky Thompson en Tiny Grimes. In de jaren 50 leidde hij kort een eigen groep. Hij werkte in de piano-trio's van Billy Taylor (1954–56) en George Shearing (tot 1958). Hij werkte met Shearing mee in een film (The Big Beat). Eind jaren 50 was hij als freelancer actief in en rond New York en speelde hij onder andere met Herbie Mann, Kenny Burrell en Sarah Vaughan. Met Vaughan toerde hij in Zuid-Amerika. Vanaf 1961 werkte hij bijna acht jaar in de begeleidingsgroep van Harry Belafonte, daarna begeleidde hij Carmen McRae en Ahmad Jamal.
In de jaren 70 werkte Brice overwegend in Broadway-showbands en begeleidde hij een tapdansgroep, The Copasetics. Hij trad op op jazzfestivals en werkte mee aan verschillende platensessies. Hij vormde een duo met Tab Smith, dat jazz uit de periode van de jaren 20 tot de jaren 50 speelde. In jaren 80 werkte hij met Illinois Jacquet.

## Discografie
- Billy Taylor Trio with Earl May and Percy Brice (Prestige Records, 1954/55)